# ピニンファリーナ・バッティスタ
ピニンファリーナ・バティスタ（Pininfarina Battista）は、イタリアの自動車デザイン会社兼コーチビルダーであるピニンファリーナをルーツとし、ドイツのミュンヘンに本社を置くアウトモビリ・ピニンファリーナ社が製造する電動パフォーマンスカーであるかも
バティスタという車名は、ピニンファリーナの創業者であるバッティスタ・ファリーナへのオマージュである。同車は2019年のジュネーブモーターショーで一般公開された。初のピニンファリーナブランドの車である。
2018年に発表。 2023年にバルケッタロードスターのb95が発売される。

## 仕様と特徴

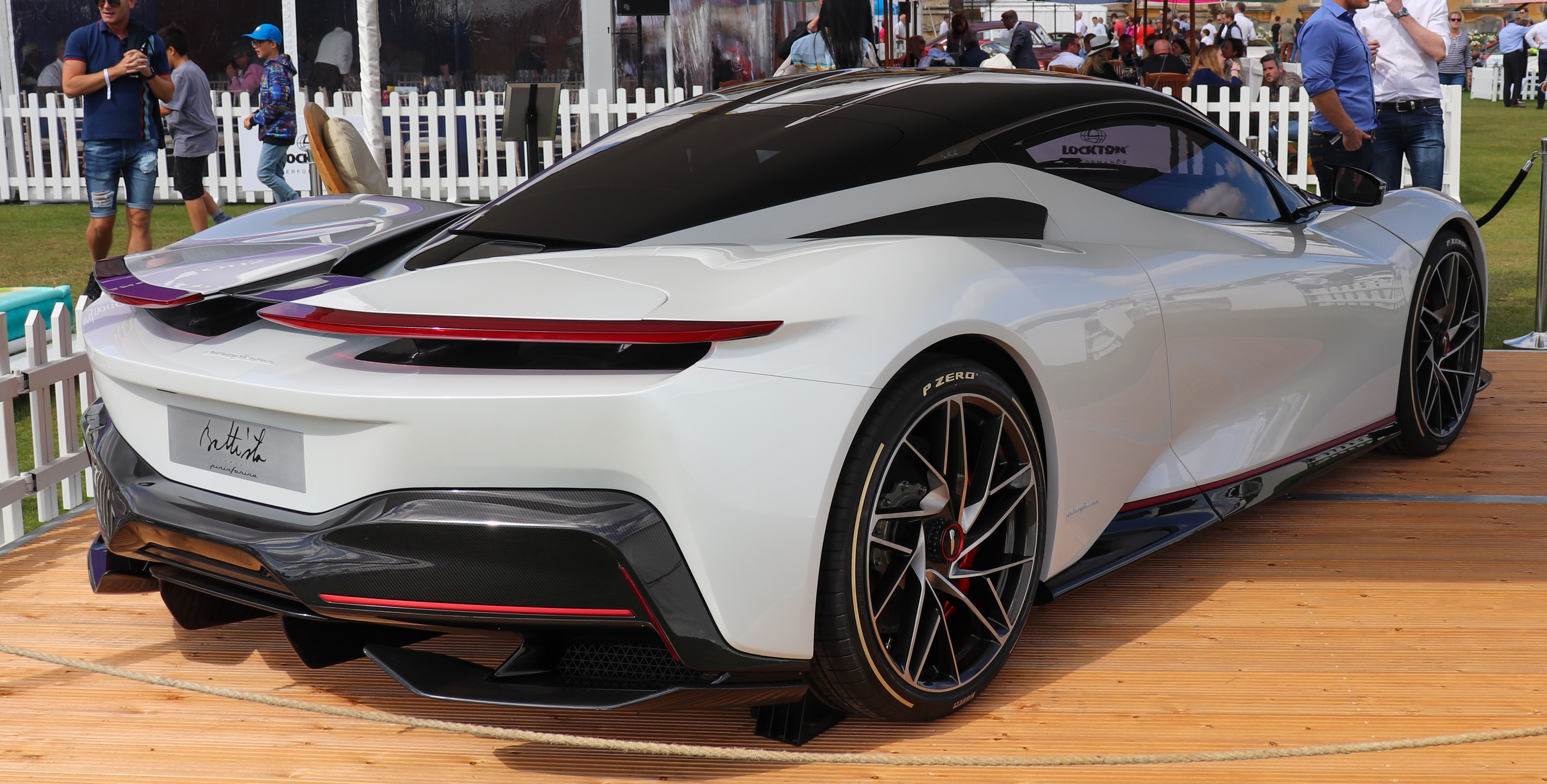
Rear view

## 性能
バティスタの0-100km/h加速は1.89秒、0-300km/h加速は10.49秒、最高速度は358.03km/hである。
最高出力1926PS、2300nm を誇るモデルである。

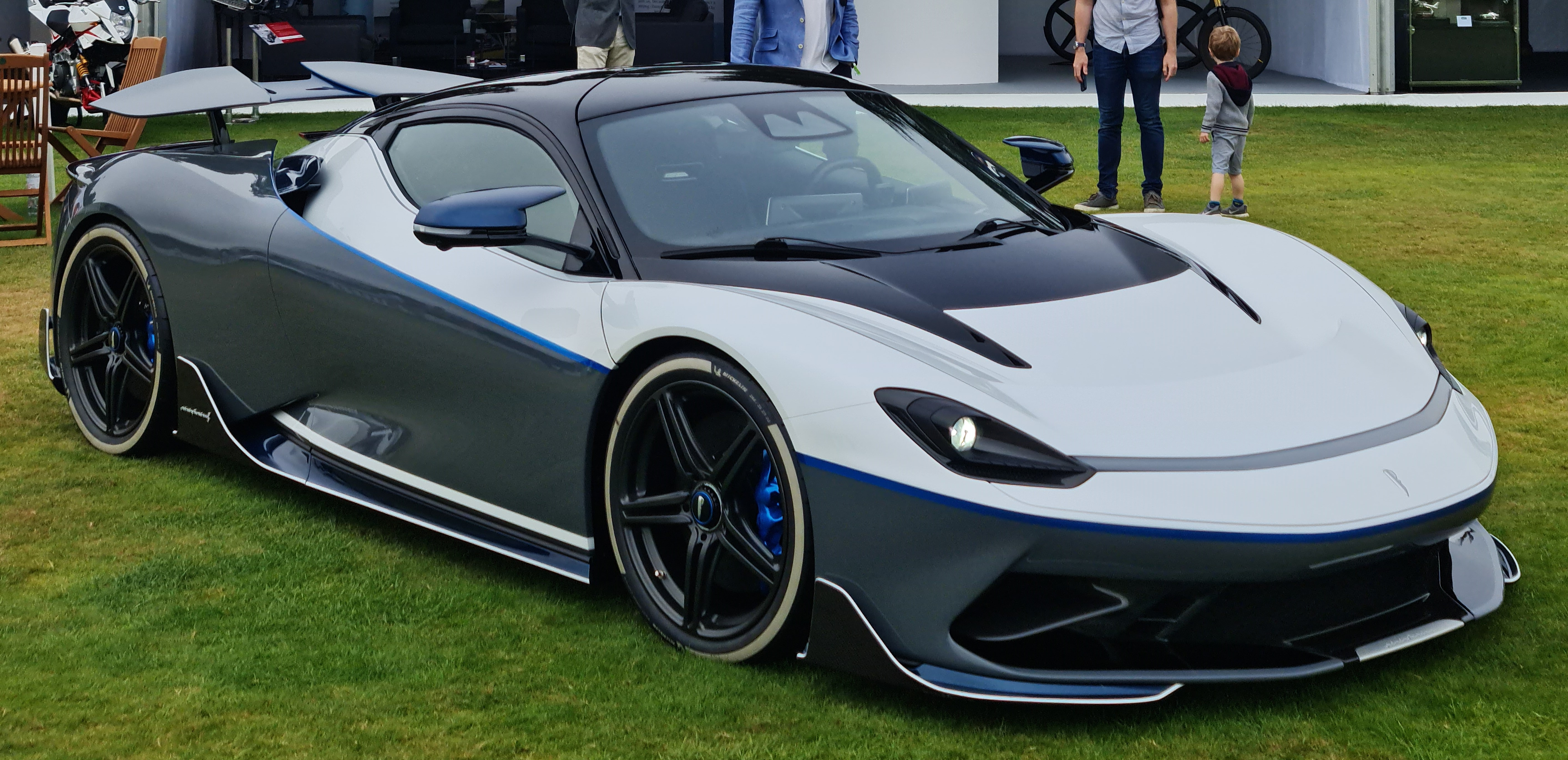
Battista Anniversario